# Quartier de la Senne
Le quartier de la Senne (en néerlandais : Zennewijk) ou quartier des Fabriques (en néerlandais : Fabriekwijk) est un quartier du Pentagone dans la ville de Bruxelles en Belgique. Il porte son nom de la Senne, rivière aujourd'hui voutée.

## Histoire
Les terrains alors humides et marécageux des alentours des actuelles rues de la Senne et des Fabriques étaient dès le Moyen Âge occupés par des artisans. Un bras de la rivière traversait les remparts de la seconde enceinte à hauteur de la porte de Ninove par la Petite Écluse qui servait de porte maritime. Une impasse de l’écluse a subsisté à cet endroit jusque dans les années 1960.
À la fin du Moyen Âge, s’y sont installées des petites industries et de nombreuses brasseries artisanales, aujourd’hui disparues, dont attestent encore les noms de la rue du Houblon et des deux Marchés aux Grains, l’ancien et le nouveau. Ce qui a donné l'autre nom du quartier : le quartier des fabriques. La Tour à Plomb, qui servait à la fabrication de plomb de chasse, calibré au travers d'un gabarit et refroidis durant leur chute, et la rue de la Poudrière témoignent également d’anciennes activités du quartier. Longtemps délaissé à la suite de la délocalisation des entreprises en dehors du centre, le quartier fait depuis quelques années l’objet d’un nouvel intérêt dû à la mode des lofts aménagés dans les nombreux locaux industriels désaffectés. Les environs de la rue Antoine Dansaert, nouveau quartier branché, attirent une nouvelle population jeune et aisée, en majorité néerlandophone. Ces deux nouvelles situations, qui ont pour conséquences la hausse des loyers, ne sont pas sans poser certains problèmes aux habitants moins favorisés du quartier.

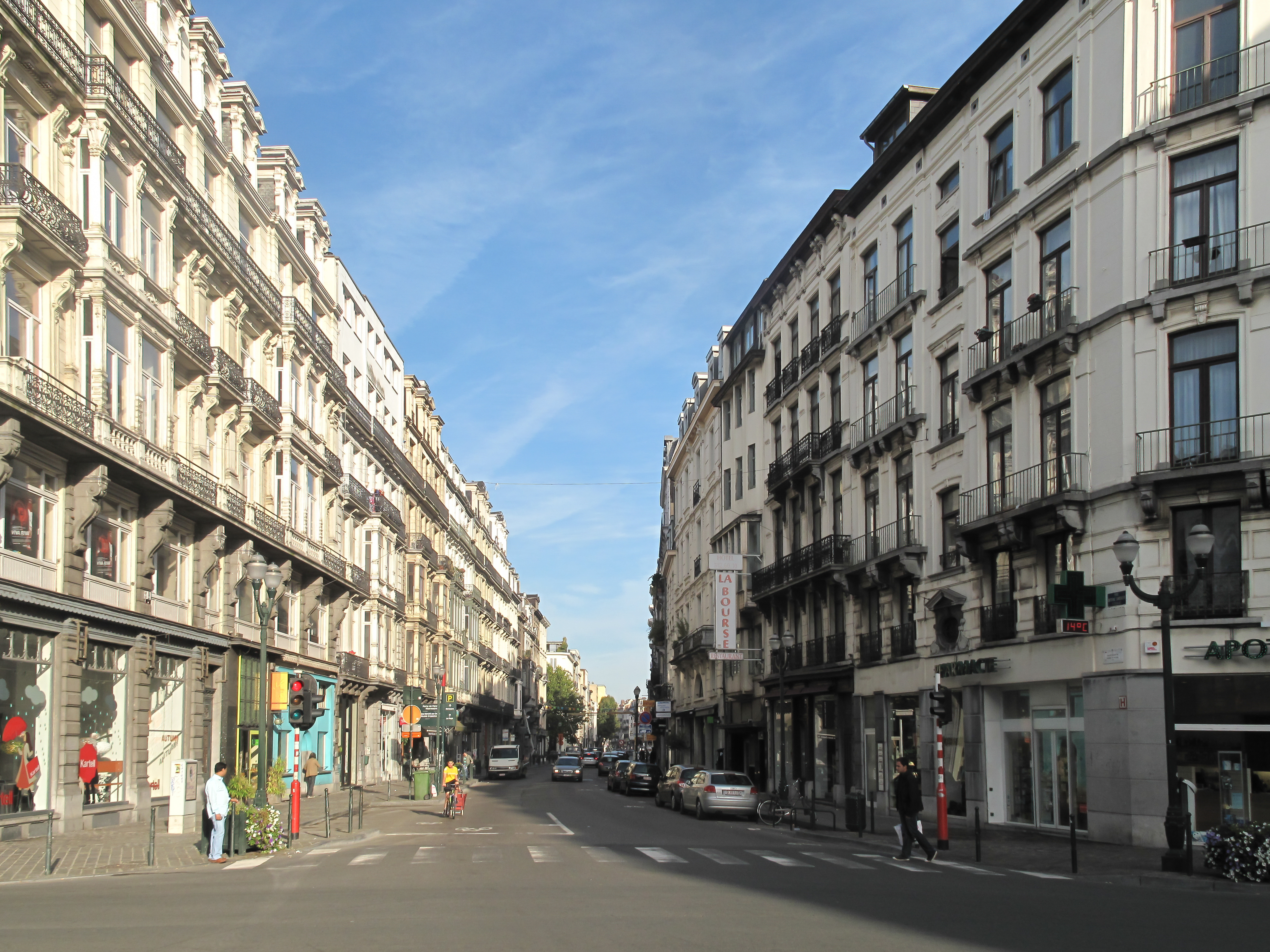
Rue Antoine Dansaert.
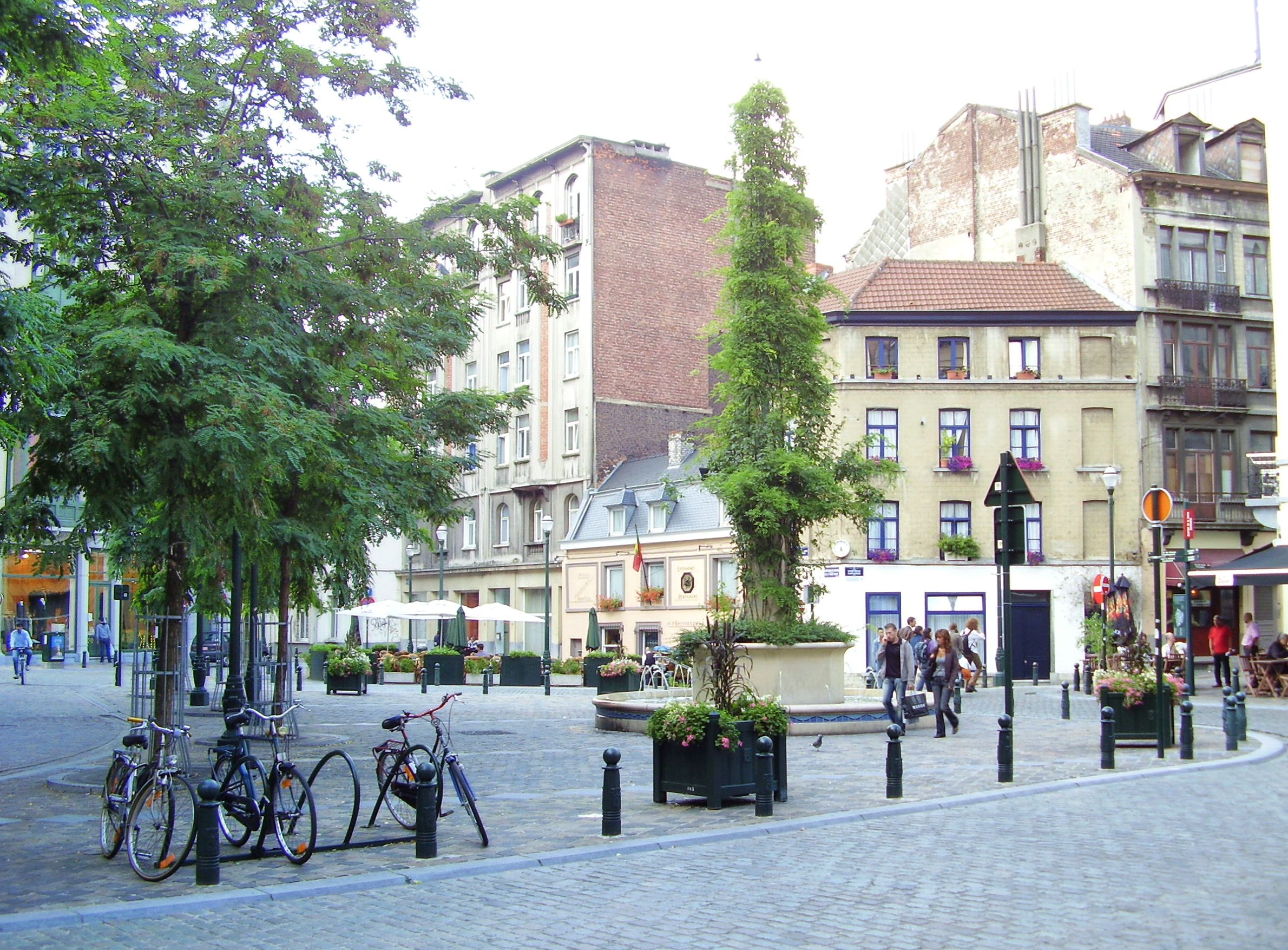
Place du jardin aux fleurs.
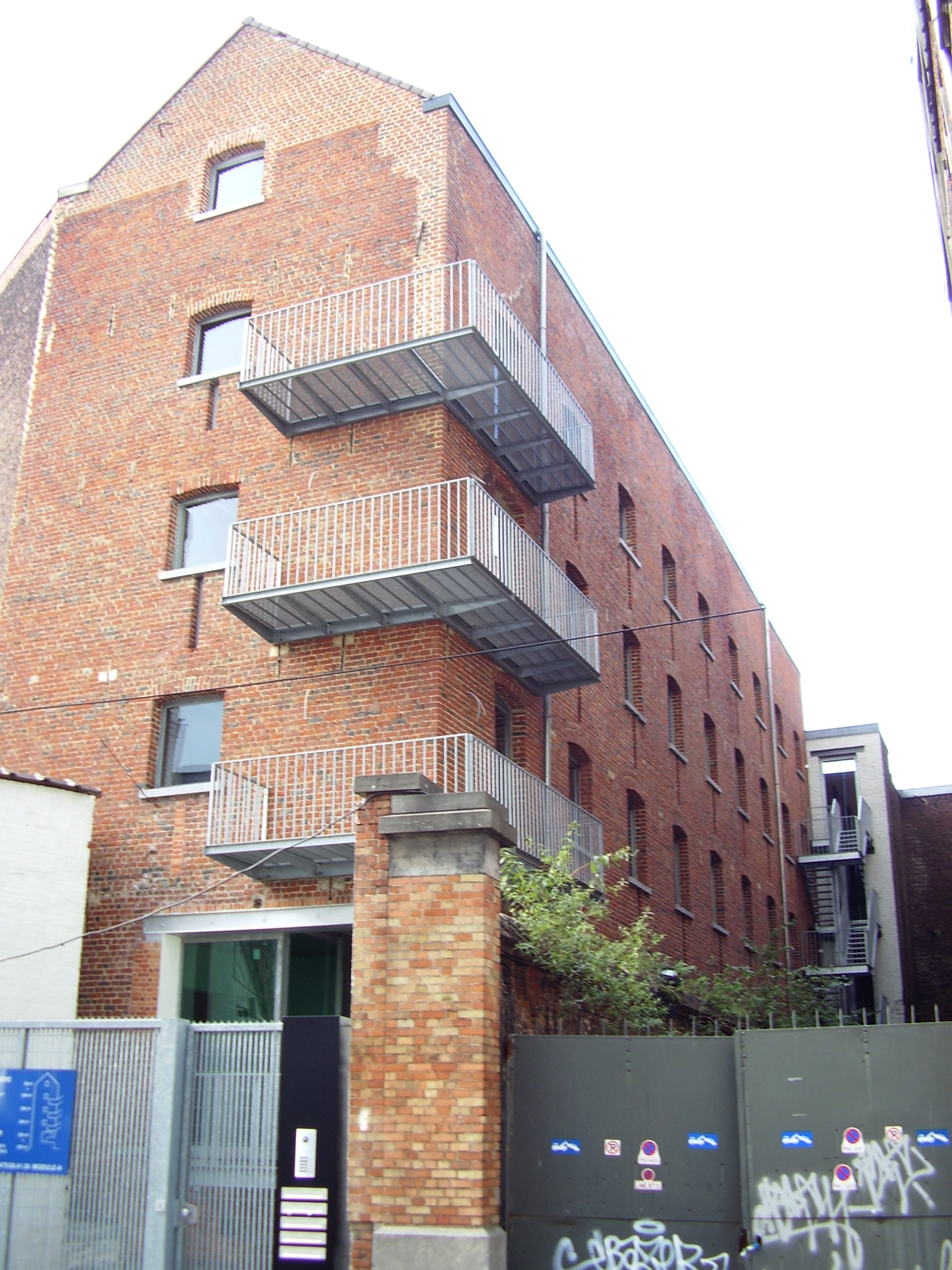
Bâtiment industriel transformé en logements (loft).
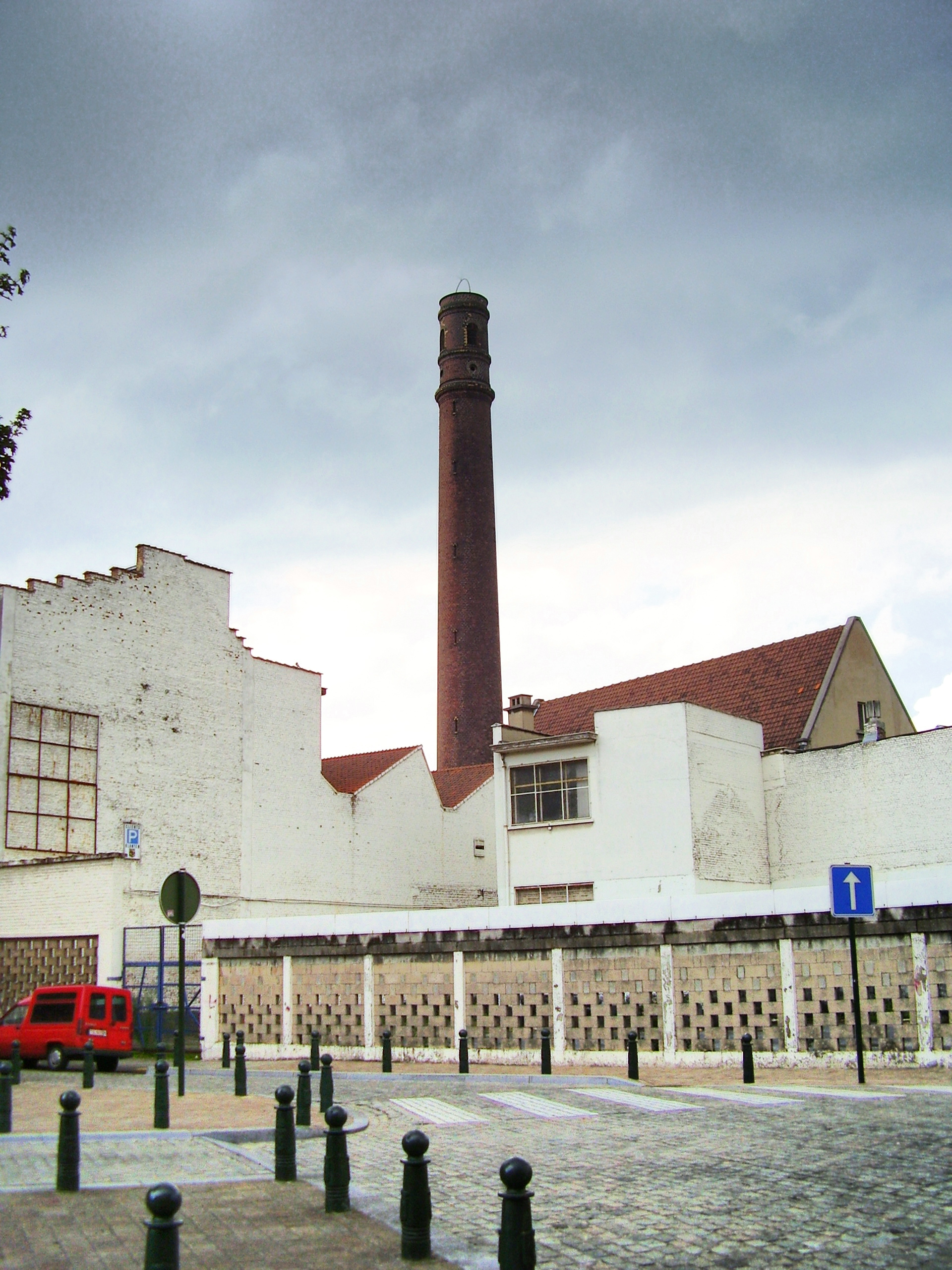
Tour à plomb.